# 741
| [ Edytuj tabelę ]          |                                                                                     |
| Król Asturii               | - 739 Alfons I 757                                                                  |
| Cesarz Bizancjum           | - 717 Leon III Izauryjczyk 741 - 741 Artabasdes 743 - 741 Konstantyn V Kopronim 775 |
| Chan Bułgarii              | - 738 Sewar 753                                                                     |
| Cesarz Chin                | - 712 Tang Xuanzong 756                                                             |
| Król Essexu                | - 709 Saelred 746                                                                   |
| Cesarz Japonii             | - 724 Shōmu 749                                                                     |
| Kalif                      | - 724 Hiszam 743                                                                    |
| Patriarcha Konstantynopola | - 730 Anastazy 754                                                                  |
| Król Longobardów           | - 712 Liutprand 744                                                                 |
| Król Mercji                | - 716 Aethelbald 757                                                                |
| Król Nortumbrii            | - 737 Eadbert 758                                                                   |
| Papież                     | - 731 Grzegorz III 741 - 741 Zachariasz 752                                         |
| Doża Wenecji               | - 726 Orso Ipato 742                                                                |
| Król Wessexu               | - 740 Cuthred 756                                                                   |

Rok 741 / DCCXLI
stulecia: VII wiek ~
VIII wiek ~
IX wiek

lata: 731 «
736 «
737 «
738 «
739 «
740 «
741
» 742
» 743
» 744
» 745
» 746
» 751

## Wydarzenia
- 10 grudnia – Zachariasz został papieżem.
- Po śmierci Karola Młota jego państwo zostało podzielone między synów Karlomana i Pepina III Krótkiego.
- Prawdopodobna data rozpoczęcia obchodów Uroczystości Wszystkich Świętych w Rzymie

## Urodzili się
- Niaoke Daolin – chiński mistrz chan ze szkoły niutou (zm. 824)

## Zmarli
- 18 czerwca – Leon III Izauryjczyk (gr. Λέων Γ' ο Ίσαυρος), cesarz bizantyjski (ur. ok. 680)
- 22 października – Karol Młot, władca państwa Franków (ur. 686)
- 28 listopada – Grzegorz III, papież (ur. ?)